# Ana Peleteiro
Ana Peleteiro Brión (Riveira, La Corunha, 2 de dezembro de 1995) é uma atleta galega, medalhada nacional na modalidade de triplo salto em todas as categorias de idade a partir de sub-18. É a atual vice-campeã da Europa em pista coberta de sua especialidade e medalhista de bronze nos Jogos Olímpicos de Verão de 2020.
Foi eleita melhor atleta espanhola júnior dos anos 2011, 2012 e 2013 pela Real Federação Espanhola de Atletismo, o Prêmio Princesa de Astúrias S.A.R. Doña Letizia do ano 2013, e a Medalha Castelao em 2020.

## Biografia
Formou-se em sua localidade natal, competindo até aos 17 anos pela Associação de Atletismo e Desportos do Barbanza, treinada por Abelardo Moure. Em junho de 2019 mudou-se para Madrid para continuar sua progressão no Centro de Alto Rendimento para desportistas da capital, e a 1 de outubro especificou o seu contrato pela secção de atletismo do F. C. Barcelona.
Em 12 de julho de 2012, com 16 anos de idade, proclamou-se campeã mundial júnior da especialidade, com um salto de 14,17 m com o que também bateu a melhor marca europeia de todos os tempos da categoria juvenil.
Em 2018 obteve seus primeiros sucessos internacionais em categoria absoluta. Em 3 de março conseguiu a medalha de bronze nos mundiais de pista coberta de Birmingham, depois de realizar num salto e a sua melhor marca pessoal com 14,40 m. Em 10 de agosto também atingiu o bronze no europeu ao ar livre, celebrado em Berlim.
Em 2019 conseguiu a medalha de ouro no Campeonato Europeu em pista coberta com um melhor salto de 14,73 m, novo recorde da Espanha absoluto. Por este sucesso a RFEA elegeu-a como melhor atleta espanhola do ano.
Em 2021 voltou a subir ao pódio do Campeonato Europeu em pista coberta, desta vez com a medalha de prata. Nesse ano, na final dos Jogos Olímpicos de Tóquio, bateu duas vezes o recorde da Espanha e obteve a medalha de bronze com uma nova marca de 14,87 m.

## Melhores marcas pessoais
- Triplo salto
  - Pista coberta: 14,73 m. (Glasgow, 2019)
  - Ar livre: 14,87 m. (Tóquio, 2021)

- Salto em comprimento
  - Pista coberta: 5,87 m. (A Corunha, 2013)
  - Ar livre: 6,07 m. (Ibiza, 2019)
- 100 metros rasos
  - Ar livre: 11,93 s. (Pontevedra, 2014)
- 60 metros rasos
  - Pista coberta: 7,56 s. (Madrid, 2014)

## Palmarés

### Internacional
| Representando a Espanha \| Ano \| Competição \| Sede \| Posto \| Prova \| Marca \| \| ---- \| --------------------------------------- \| ----------------------- \| ----- \| ------------ \| ----------- \| \| 2011 \| Campeonato Mundial sub-18 \| Lille, França \| 3.ª \| Triplo salto \| 12.92 \| \| 2011 \| Festival Olímpico da Juventude Europeia \| Trebisonda, Turquia \| 1.ª \| Triplo salto \| 13.17 \| \| 2012 \| Campeonato Mundial sub-20 \| Barcelona, Espanha \| 1.ª \| Triplo salto \| 14.17 [n 1] \| \| 2013 \| Campeonato Europeu sub-20 \| Rieti, Itália \| 3.ª \| Triplo salto \| 13.29 \| \| 2017 \| Campeonato Mundial \| Londres, Reino Unido \| 7.ª \| Triplo salto \| 14.23 [n 2] \| \| 2018 \| Campeonato Mundial em pista coberta \| Birmingham, Reino Unido \| 3.ª \| Triplo salto \| 14.40 \| \| 2018 \| Campeonato Europeu \| Berlim, Alemanha \| 3.ª \| Triplo salto \| 14.44 \| \| 2019 \| Campeonato Europeu em pista coberta \| Glasgow, Reino Unido \| 1.ª \| Triplo salto \| 14.73 [n 3] \| \| 2019 \| Campeonato Europeu por Nações \| Bydgoszcz, Polónia \| 2.ª \| Triplo salto \| 14.27 \| \| 2019 \| Campeonato Mundial \| Doha, Catar \| 6.ª \| Triplo salto \| 14.47 \| \| 2021 \| Campeonato Europeu em pista coberta \| Toruń, Polónia \| 2.ª \| Triplo salto \| 14.52 \| \| 2021 \| Jogos Olímpicos de Verão de 2020 \| Tóquio, Japão \| 3.ª \| Triplo salto \| 14.87 \| | Representando a Espanha \| Ano \| Competição \| Sede \| Posto \| Prova \| Marca \| \| ---- \| --------------------------------------- \| ----------------------- \| ----- \| ------------ \| ----------- \| \| 2011 \| Campeonato Mundial sub-18 \| Lille, França \| 3.ª \| Triplo salto \| 12.92 \| \| 2011 \| Festival Olímpico da Juventude Europeia \| Trebisonda, Turquia \| 1.ª \| Triplo salto \| 13.17 \| \| 2012 \| Campeonato Mundial sub-20 \| Barcelona, Espanha \| 1.ª \| Triplo salto \| 14.17 [n 1] \| \| 2013 \| Campeonato Europeu sub-20 \| Rieti, Itália \| 3.ª \| Triplo salto \| 13.29 \| \| 2017 \| Campeonato Mundial \| Londres, Reino Unido \| 7.ª \| Triplo salto \| 14.23 [n 2] \| \| 2018 \| Campeonato Mundial em pista coberta \| Birmingham, Reino Unido \| 3.ª \| Triplo salto \| 14.40 \| \| 2018 \| Campeonato Europeu \| Berlim, Alemanha \| 3.ª \| Triplo salto \| 14.44 \| \| 2019 \| Campeonato Europeu em pista coberta \| Glasgow, Reino Unido \| 1.ª \| Triplo salto \| 14.73 [n 3] \| \| 2019 \| Campeonato Europeu por Nações \| Bydgoszcz, Polónia \| 2.ª \| Triplo salto \| 14.27 \| \| 2019 \| Campeonato Mundial \| Doha, Catar \| 6.ª \| Triplo salto \| 14.47 \| \| 2021 \| Campeonato Europeu em pista coberta \| Toruń, Polónia \| 2.ª \| Triplo salto \| 14.52 \| \| 2021 \| Jogos Olímpicos de Verão de 2020 \| Tóquio, Japão \| 3.ª \| Triplo salto \| 14.87 \| | Representando a Espanha \| Ano \| Competição \| Sede \| Posto \| Prova \| Marca \| \| ---- \| --------------------------------------- \| ----------------------- \| ----- \| ------------ \| ----------- \| \| 2011 \| Campeonato Mundial sub-18 \| Lille, França \| 3.ª \| Triplo salto \| 12.92 \| \| 2011 \| Festival Olímpico da Juventude Europeia \| Trebisonda, Turquia \| 1.ª \| Triplo salto \| 13.17 \| \| 2012 \| Campeonato Mundial sub-20 \| Barcelona, Espanha \| 1.ª \| Triplo salto \| 14.17 [n 1] \| \| 2013 \| Campeonato Europeu sub-20 \| Rieti, Itália \| 3.ª \| Triplo salto \| 13.29 \| \| 2017 \| Campeonato Mundial \| Londres, Reino Unido \| 7.ª \| Triplo salto \| 14.23 [n 2] \| \| 2018 \| Campeonato Mundial em pista coberta \| Birmingham, Reino Unido \| 3.ª \| Triplo salto \| 14.40 \| \| 2018 \| Campeonato Europeu \| Berlim, Alemanha \| 3.ª \| Triplo salto \| 14.44 \| \| 2019 \| Campeonato Europeu em pista coberta \| Glasgow, Reino Unido \| 1.ª \| Triplo salto \| 14.73 [n 3] \| \| 2019 \| Campeonato Europeu por Nações \| Bydgoszcz, Polónia \| 2.ª \| Triplo salto \| 14.27 \| \| 2019 \| Campeonato Mundial \| Doha, Catar \| 6.ª \| Triplo salto \| 14.47 \| \| 2021 \| Campeonato Europeu em pista coberta \| Toruń, Polónia \| 2.ª \| Triplo salto \| 14.52 \| \| 2021 \| Jogos Olímpicos de Verão de 2020 \| Tóquio, Japão \| 3.ª \| Triplo salto \| 14.87 \| | Representando a Espanha \| Ano \| Competição \| Sede \| Posto \| Prova \| Marca \| \| ---- \| --------------------------------------- \| ----------------------- \| ----- \| ------------ \| ----------- \| \| 2011 \| Campeonato Mundial sub-18 \| Lille, França \| 3.ª \| Triplo salto \| 12.92 \| \| 2011 \| Festival Olímpico da Juventude Europeia \| Trebisonda, Turquia \| 1.ª \| Triplo salto \| 13.17 \| \| 2012 \| Campeonato Mundial sub-20 \| Barcelona, Espanha \| 1.ª \| Triplo salto \| 14.17 [n 1] \| \| 2013 \| Campeonato Europeu sub-20 \| Rieti, Itália \| 3.ª \| Triplo salto \| 13.29 \| \| 2017 \| Campeonato Mundial \| Londres, Reino Unido \| 7.ª \| Triplo salto \| 14.23 [n 2] \| \| 2018 \| Campeonato Mundial em pista coberta \| Birmingham, Reino Unido \| 3.ª \| Triplo salto \| 14.40 \| \| 2018 \| Campeonato Europeu \| Berlim, Alemanha \| 3.ª \| Triplo salto \| 14.44 \| \| 2019 \| Campeonato Europeu em pista coberta \| Glasgow, Reino Unido \| 1.ª \| Triplo salto \| 14.73 [n 3] \| \| 2019 \| Campeonato Europeu por Nações \| Bydgoszcz, Polónia \| 2.ª \| Triplo salto \| 14.27 \| \| 2019 \| Campeonato Mundial \| Doha, Catar \| 6.ª \| Triplo salto \| 14.47 \| \| 2021 \| Campeonato Europeu em pista coberta \| Toruń, Polónia \| 2.ª \| Triplo salto \| 14.52 \| \| 2021 \| Jogos Olímpicos de Verão de 2020 \| Tóquio, Japão \| 3.ª \| Triplo salto \| 14.87 \| | Representando a Espanha \| Ano \| Competição \| Sede \| Posto \| Prova \| Marca \| \| ---- \| --------------------------------------- \| ----------------------- \| ----- \| ------------ \| ----------- \| \| 2011 \| Campeonato Mundial sub-18 \| Lille, França \| 3.ª \| Triplo salto \| 12.92 \| \| 2011 \| Festival Olímpico da Juventude Europeia \| Trebisonda, Turquia \| 1.ª \| Triplo salto \| 13.17 \| \| 2012 \| Campeonato Mundial sub-20 \| Barcelona, Espanha \| 1.ª \| Triplo salto \| 14.17 [n 1] \| \| 2013 \| Campeonato Europeu sub-20 \| Rieti, Itália \| 3.ª \| Triplo salto \| 13.29 \| \| 2017 \| Campeonato Mundial \| Londres, Reino Unido \| 7.ª \| Triplo salto \| 14.23 [n 2] \| \| 2018 \| Campeonato Mundial em pista coberta \| Birmingham, Reino Unido \| 3.ª \| Triplo salto \| 14.40 \| \| 2018 \| Campeonato Europeu \| Berlim, Alemanha \| 3.ª \| Triplo salto \| 14.44 \| \| 2019 \| Campeonato Europeu em pista coberta \| Glasgow, Reino Unido \| 1.ª \| Triplo salto \| 14.73 [n 3] \| \| 2019 \| Campeonato Europeu por Nações \| Bydgoszcz, Polónia \| 2.ª \| Triplo salto \| 14.27 \| \| 2019 \| Campeonato Mundial \| Doha, Catar \| 6.ª \| Triplo salto \| 14.47 \| \| 2021 \| Campeonato Europeu em pista coberta \| Toruń, Polónia \| 2.ª \| Triplo salto \| 14.52 \| \| 2021 \| Jogos Olímpicos de Verão de 2020 \| Tóquio, Japão \| 3.ª \| Triplo salto \| 14.87 \| | Representando a Espanha \| Ano \| Competição \| Sede \| Posto \| Prova \| Marca \| \| ---- \| --------------------------------------- \| ----------------------- \| ----- \| ------------ \| ----------- \| \| 2011 \| Campeonato Mundial sub-18 \| Lille, França \| 3.ª \| Triplo salto \| 12.92 \| \| 2011 \| Festival Olímpico da Juventude Europeia \| Trebisonda, Turquia \| 1.ª \| Triplo salto \| 13.17 \| \| 2012 \| Campeonato Mundial sub-20 \| Barcelona, Espanha \| 1.ª \| Triplo salto \| 14.17 [n 1] \| \| 2013 \| Campeonato Europeu sub-20 \| Rieti, Itália \| 3.ª \| Triplo salto \| 13.29 \| \| 2017 \| Campeonato Mundial \| Londres, Reino Unido \| 7.ª \| Triplo salto \| 14.23 [n 2] \| \| 2018 \| Campeonato Mundial em pista coberta \| Birmingham, Reino Unido \| 3.ª \| Triplo salto \| 14.40 \| \| 2018 \| Campeonato Europeu \| Berlim, Alemanha \| 3.ª \| Triplo salto \| 14.44 \| \| 2019 \| Campeonato Europeu em pista coberta \| Glasgow, Reino Unido \| 1.ª \| Triplo salto \| 14.73 [n 3] \| \| 2019 \| Campeonato Europeu por Nações \| Bydgoszcz, Polónia \| 2.ª \| Triplo salto \| 14.27 \| \| 2019 \| Campeonato Mundial \| Doha, Catar \| 6.ª \| Triplo salto \| 14.47 \| \| 2021 \| Campeonato Europeu em pista coberta \| Toruń, Polónia \| 2.ª \| Triplo salto \| 14.52 \| \| 2021 \| Jogos Olímpicos de Verão de 2020 \| Tóquio, Japão \| 3.ª \| Triplo salto \| 14.87 \| |
| Ano | Competição | Sede | Posto | Prova | Marca |
| --- | --- | --- | --- | --- | --- |
| 2011 | Campeonato Mundial sub-18 | Lille, França | 3.ª | Triplo salto | 12.92 |
| 2011 | Festival Olímpico da Juventude Europeia | Trebisonda, Turquia | 1.ª | Triplo salto | 13.17 |
| 2012 | Campeonato Mundial sub-20 | Barcelona, Espanha | 1.ª | Triplo salto | 14.17 |
| 2013 | Campeonato Europeu sub-20 | Rieti, Itália | 3.ª | Triplo salto | 13.29 |
| 2017 | Campeonato Mundial | Londres, Reino Unido | 7.ª | Triplo salto | 14.23 |
| 2018 | Campeonato Mundial em pista coberta | Birmingham, Reino Unido | 3.ª | Triplo salto | 14.40 |
| 2018 | Campeonato Europeu | Berlim, Alemanha | 3.ª | Triplo salto | 14.44 |
| 2019 | Campeonato Europeu em pista coberta | Glasgow, Reino Unido | 1.ª | Triplo salto | 14.73 |
| 2019 | Campeonato Europeu por Nações | Bydgoszcz, Polónia | 2.ª | Triplo salto | 14.27 |
| 2019 | Campeonato Mundial | Doha, Catar | 6.ª | Triplo salto | 14.47 |
| 2021 | Campeonato Europeu em pista coberta | Toruń, Polónia | 2.ª | Triplo salto | 14.52 |
| 2021 | Jogos Olímpicos de Verão de 2020 | Tóquio, Japão | 3.ª | Triplo salto | 14.87 |

1. ↑  Em categorias sub-18 e sub-20
2. ↑  Em categoria sub-23
3. ↑  Em pista coberta e absoluto

### Nacional
- 5x Campeã da Espanha absoluta ao ar livre, em triplo salto (2015, 2017, 2018, 2019, 2021)
- 6x Campeã da Espanha absoluta em pista coberta, em triplo salto (2014, 2016, 2017, 2018, 2020, 2021)
- Campeã da Espanha sub-23 em pista coberta, em triplo salto (2017)
- Campeã da Espanha sub-20 ao ar livre, em triplo salto (2013)
- Campeã da Espanha sub-20 em pista coberta, em triplo salto (2013)
- Campeã da Espanha sub-18 ao ar livre, em triplo salto (2011)
- Campeã da Espanha sub-18 em pista coberta, em triplo salto (2011)
- Campeã da Espanha sub-16 em pista coberta, em triplo salto e salto em comprimento (2010)
- Campeã da Espanha universitária ao ar livre, em 100 metros lisos (2014)

### Recordes
Estes são os recordes e melhores marcas que atualmente ostenta Ana Peleteiro na prova de triplo salto:
- Recorde da Espanha com 14,87 o 1-8-2021 em Tóquio.[13]
- Melhor marca espanhola promessa (sub-23) com 14,23 o 7-8-2017 em Londres.
- Recorde da Espanha júnior (sub-20) com 14,17 o 12-7-2012 em Barcelona.
- Melhor marca espanhola juvenil (sub-18) com 14,17 o 12-7-2012 em Barcelona.
- Recorde da Espanha em pista coberta com 14,73 o 3-3-2019 em Glasgow.
- Melhor marca espanhola promessa em pista coberta com 14,20 o 3-2-2017 em Belgrado.
- Recorde da Espanha júnior em pista coberta com 13,91 o 23-02-2014 em Sabadell.